# Młynarzowe Wrótka
Młynarzowe Wrótka (słow. Vyšné Mlynárovo sedlo, ok. 2035 m) – przełączka w masywie Młynarza w słowackich Tatrach Wysokich. Znajduje się w jego głównej grani pomiędzy Pośrednim Młynarzem (ok. 2070 m) a najwyższą turniczką Młynarzowych Zębów (ok. 2040 m).
Jest to płytko wcięta, skalista przełączka. Na wschód opada z niej mało stroma, częściowo skalista, częściowo trawiasta rynna, dołem przechodząca w komin. Jej przedłużeniem w dół jest piarżysto-trawiaste koryto przecinające Młynarzową Ławkę. Po jej przecięciu koryto uchodzi do Młynarzowego Żlebu. Na zachód z przełączki opada niezbyt stroma depresja niżej uchodząca do głównego żlebu zachodnich zboczy Młynarza już poniżej jego progu. 
Autorem nazwy przełęczy jest Władysław Cywiński.

## Drogi wspinaczkowe
1. Północno-zachodnią grzędą (ze szczytu Wielkiego Młynarza do Doliny Żabiej Białczańskiej przez Młynarzowe Wrótka); 0+ w skali tatrzańskiej, czas przejścia 1 godz.,
2. Północno-zachodnim żebrem (od Wyżniego Żabiego Stawu przez Młynarzowe Wrótka na Wielkiego Mlynarza); )+, kilka miejsc I, 1 godz.[2].

Masyw Młynarza jest zamknięty dla turystów i taterników (obszar ochrony ścisłej Tatrzańskiego Parku Narodowego).